# こころがうるおう美麗アクアリウムDS
『こころがうるおう美麗アクアリウムDS 〜テトラ・グッピー・エンゼルフィッシュ〜/〜クジラ・イルカ・ペンギン〜』とは、アーテインが2007年3月29日に発売したニンテンドーDS用観賞魚飼育シミュレーションソフトウェア。
また、DSの特性を生かした「ワイヤレス通信」により、魚の交換をすることができる。

## シリーズ作品
- ディープアクアリウム 〜奇跡の深海〜
  - 対応機種：ニンテンドーDS、ニンテンドーDSiウェア
- 極・美麗アクアリウム 〜世界の魚とイルカ・クジラ達〜
  - 対応機種：ニンテンドーDS、ニンテンドーDSiウェア